# آرون نیگس
آرون نیگس اسکلاپس (اسپانیایی: Aarón Ñíguez Esclápez‎؛ زادهٔ ۲۶ آوریل ۱۹۸۹) بازیکن فوتبال اهل اسپانیا است.
از باشگاه‌هایی که در آن بازی کرده‌است می‌توان به والنسیا، خرز، ایراکلیس، رنجرز، سلتاویگو، رکریتیوو اوئلوا، آلمریا، الچه، براگا و جوهور دارالتعظیم اشاره کرد.
او برادر بزرگ‌تر سائول نیگس بازیکن اتلتیکو مادرید است.